# Coline Varcin
Coline Varcin (* 28. Januar 1993 in Échirolles) ist eine ehemalige französische Biathletin.

## Karriere
Coline Varcin startete für den Club des Sports La Féclaz. Sie gab ihr internationales Debüt im Rahmen der Biathlon-Juniorenweltmeisterschaften 2010 in Torsby, wo ein 13. Rang im Verfolgungsrennen zum besten Resultat wurde. Auch in den folgenden vier Jahren nahm sie an den Biathlon-Juniorenweltmeisterschaften teil und platzierte sich zumeist im oberen Mittelfeld. Besonders gute Ergebnisse brachten die Biathlon-Juniorenweltmeisterschaften 2011 in Nové Město na Moravě mit dem sechsten Rang im Einzel sowie zwei weiteren Top-20-Platzierungen in Sprint und Verfolgung. Mit Manon Contin und Anaïs Chevalier gewann sie zudem die Bronzemedaille im Staffelrennen. Weitere Top-Ten-Platzierungen folgten 2013 in Obertilliach sowie 2014 in Presque Isle, jeweils im Verfolgungsrennen. Seit 2012 tritt Varcin auch bei den Juniorinnenrennen der Biathlon-Europameisterschaften teil. 2012 erreichte sie in Osrblie mit Rang zehn im Verfolger wie auch 2014 in Nové Město na Moravě mir Platz vier im Sprint und sieben in der Verfolgung Top-Ten-Platzierungen.
Varcin erreichte in ihrem ersten Rennen des IBU-Cups 2010/11 in Annecy als 39. des Sprints die Punkteränge. 2014 kam sie in Ruhpolding als Drittplatzierte erstmals hinter Kathrin Lang und Bente Landheim als Drittplatzierte auf das Podium. Daraufhin bestritt die Französin in Ruhpolding bei einem Einzel ihr erstes Rennen im Biathlon-Weltcup und wurde 87. Erste internationale Meisterschaft bei den Frauen wurden die Europameisterschaften 2014. In den Einzelrennen trat sie noch bei den Juniorinnen an, für das Staffelrennen berief man Varcin in die französische Nationalmannschaft. An der Seite von Jacquemine Baud, Enora Latuillière und Sophie Boilley kam sie als Startläuferin zum Einsatz und wurde am Ende Fünfte.
2014/15 gehörte Varcin erstmals zum B-Team der französischen Frauen und kam in vielen Weltcuprennen zum Einsatz. Im Februar 2015 schaffte sie ihre erste Top-10-Platzierung als sie in Nové Město na Moravě Achte im Sprint wurde. In der darauffolgenden Verfolgung fiel sie auf Rang 20 zurück. Eine Woche später stand sie in Oslo erstmals auf dem Weltcup-Podest: Mit der Damenstaffel und Anaïs Bescond, Enora Latuillière und Marie Dorin Habert wurde sie Dritte, wobei sie als dritte Läuferin fehlerfrei blieb. Schon zuvor konnte sie bei den Biathlon-Europameisterschaften 2015 in Otepää ihren ersten Titel im Seniorenbereich feiern, als sie im Sprint vor Weronika Nowakowska und Jekaterina Schumilowa Europameisterin wurde. In der Folgesaison wurde sie zusammen mit ihrer Kollegin Justine Braisaz neu ins A-Team berufen. Sie lief allerdings nur in den ersten beiden Wochen im Weltcup. Nach nur einem Ergebnis in den Top 30 lief sie anschließend wieder im IBU-Cup, wo sie in Ridnaun den Sprint gewinnen konnte. In Antholz lief Varcin nochmal zwei Weltcuprennen, kam aber nur einmal in die Punkteränge. Daraufhin lief sie wieder im IBU-Cup. Am Ende der Saison war sie dort Zehnte im Gesamtstand.
In den nächsten beiden Jahren kam es für Varcin nicht mehr zu einem Weltcupeinsatz. Sie nahm noch an den Europameisterschaften 2017 teil, allerdings ohne Medaillenerfolg. Anfang 2018 beendete Varcin ihre Karriere als Biathletin im Alter von 25 Jahren.

## Biathlon-Weltcup-Platzierungen
Die Tabelle zeigt alle Platzierungen (je nach Austragungsjahr einschließlich Olympische Spiele und Weltmeisterschaften).
- 1.–3. Platz: Anzahl der Podiumsplatzierungen
- Top 10: Anzahl der Platzierungen unter den ersten zehn (einschließlich Podium)
- Punkteränge: Anzahl der Platzierungen innerhalb der Punkteränge (einschließlich Podium und Top 10)
- Starts: Anzahl gelaufener Rennen in der jeweiligen Disziplin

| Platzierung         | Einzel | Sprint | Verfolgung | Massenstart | Staffel | Gesamt |
| ------------------- | ------ | ------ | ---------- | ----------- | ------- | ------ |
| 1. Platz            |        |        |            |             |         |        |
| 2. Platz            |        |        |            |             |         |        |
| 3. Platz            |        |        |            |             | 1       | 1      |
| Top 10              |        | 1      |            |             | 2       | 3      |
| Punkteränge         |        | 3      | 4          |             | 2       | 9      |
| Starts              | 4      | 10     | 6          |             | 2       | 22     |
| Stand: Karriereende |        |        |            |             |         |        |